# Ligne des Sables-d'Olonne à Tours
La ligne des Sables-d'Olonne à Tours est une ligne de chemin de fer de l'ouest de la France, d'importance régionale variable selon les sections : active en matière de Transport express régional (TER) à ses deux extrémités (en Vendée, entre Les Sables-d’Olonne et La Roche-sur-Yon, et en Indre-et-Loire, entre Chinon et Tours), elle est beaucoup plus moribonde entre les deux ; elle n'est plus utilisée entre Thouars et Chinon. Le reste de la ligne encore exploitée doit sa survie, pour le moment, aux trafics fret nombreux en provenance des carrières de Vendée, même si sa partie centrale est aujourd’hui menacée.
Plusieurs actions à différents niveaux encouragent la réactivation au service des voyageurs de la partie centrale de la ligne, avec la mise en place avec un succès inespéré, à l’été 2013, d’un « train des plages » entre Saumur et Les Sables-d’Olonne, ou l’engagement d’études pour la réouverture aux voyageurs entre Thouars et Chinon.
Elle constitue la ligne 525 000 du Réseau ferré national.

## Histoire

### Mises en service
C'est à partir de 1853 que le projet d'une ligne de chemin de fer allant de Tours aux Sables-d'Olonne via Thouars et La Roche-sur-Yon est envisagée par les ministères de l'Agriculture, du Commerce et des Travaux publics. En 1861, l'enquête d'utilité publique est autorisée par le préfet de la Vendée. Les sections de « Napoléon-Vendée à la ligne d'Angers à Niort » et de « Napoléon-Vendée aux Sables-d'Olonne » sont déclarées d'utilité publique par deux décret impériaux le 14 juin 1861,,. 
La Compagnie des chemins de fer de la Vendée est constituée le 12 novembre 1862. Elle est chargée de la première portion de la ligne entre les Sables-d'Olonne et la Roche-sur-Yon. Cette première section de la ligne, entre Les Sables-d'Olonne et La Roche-sur-Yon est  mise en service le 30 décembre 1866. Quatre jours plus tôt, le 26 décembre, la Compagnie du Chemin de fer de Paris à Orléans (PO) ouvre une ligne entre Nantes et La Roche-sur-Yon.
La section de La Roche-sur-Yon à Bressuire est mise en service en mars 1871 par la Compagnie des chemins de fer de la Vendée.
La construction de la section entre Bressuire et « la ligne de Tours à Bordeaux dans la station de Monts », est déclarée d'utilité publique par décret impérial le 19 juin 1868. Le point de raccordement à la ligne de Tours à Bordeaux est déplacé « près Joué » par décret impérial le 5 mars 1870. Cette section est concédée à la Compagnie des chemins de fer de la Vendée par une convention passée le 22 juillet 1870 avec le ministre des Travaux publics. Cette convention est approuvée par décret impérial le 22 juillet 1870. Par étapes, jusqu'en 1875, la Compagnie de la Vendée ouvre la ligne jusqu'à Tours où elle établit une gare contiguë à celle du PO.
La ligne est ensuite rachetée par l'État selon les termes d'une convention signée le 22 mai 1877 entre le ministre des Travaux publics et la Compagnie des chemins de fer de la Vendée. Cette convention est approuvée par une loi le 18 mai 1878. La Compagnie des chemins de fer de la Vendée est alors l'une des dix compagnies de chemin de fer déficitaires intégrées dans le réseau de l'Administration des chemins de fer de l'État.

### Fermetures
La section de la ligne entre Thouars et Chinon a cessé de voir circuler des trains de voyageurs le 31 mai 1970. La ligne a été entièrement fermée à tout trafic entre Pas-de-Jeu (Deux-Sèvres) et Arçay (Vienne) le 1er février 1971 avant de rouvrir au trafic des marchandises le 28 janvier 1992.
Le 5 mai 1970, la section de Joué-les-Tours à Tours a été abandonnée dans le cadre de la canalisation du Cher permettant de rendre constructible ses rives. 
Le « Pont de la Vendée » grâce auquel la ligne franchissait le Cher a été détruit peu après. La dernière pile de ce viaduc a été détruite à l'occasion de la construction d'un nouveau pont pour le tramway de Tours au même endroit. Un raccordement avait été créé préalablement entre Joué-les-Tours et la ligne de Paris-Austerlitz à Bordeaux-Saint-Jean toute proche.
Jusque dans les années 1990, circulait en été, un train Corail de Paris-Austerlitz aux Sables-d'Olonne, via Tours, Saumur, Bressuire, Chantonnay et La Roche-sur-Yon, avec une tranche dirigée vers Pornic.

### 2006
En 2006[réf. nécessaire], deux allers-retours TER sont créés en semaine entre Bressuire et Thouars. Ces trains étant prolongés jusqu'à Tours (ou Saint-Pierre-des-Corps) via Saumur. 
Cette desserte, établie sur plusieurs régions, a fait l’objet de conventions inter-régionales, compte tenu de la géographie de la ligne (Poitou-Charentes, Centre et Pays de la Loire).

### 2013 (train des plages)
La fréquentation des trains entre Bressuire et La Roche-sur-Yon ( Région des Pays de la Loire) a été de 25 000 voyageurs en 2011 et de 26 600 en 2012.
Cependant, afin de redynamiser la ligne, sous la pression des associations d'usagers et avec l'aide de l'Union européenne dans le cadre du programme « Citizens Rail », les régions des Pays de la Loire et  Poitou-Charentes ont pris l'initiative de faire circuler entre Saumur et les Sables-d'Olonne, un aller-retour les samedis, dimanches et jours fériés en juillet et août 2013, afin de permettre de passer un après-midi ou un week-end dans la station balnéaire des Sables-d'Olonne,,. Ce train, nommé « train des plages »,, officiellement par les régions, a immédiatement rencontré un succès inespéré,, au point de devoir modifier la capacité du train pour recevoir un plus grand nombre de voyageurs avant la fin de l'été. La région des Pays de la Loire annonce que ce train a transporté 5 300 voyageurs durant tout l'été 2013, et a qualifié ce chiffre de « succès retentissant » avec une fréquentation moyenne de 171 voyageurs par train. 
L'expérience est renouvelée sur une période nettement plus étendue l'année suivante, couvrant les samedis, dimanches et jours fériés pendant cinq mois de mai à septembre 2014. 5 607 voyageurs l'ont alors emprunté en juillet et août, soit 5 % de plus que l'année précédente pour la même période ; pour un total de 9240 voyageurs durant toute la période de circulation cette année-là. Devant ce succès, l'expérimentation se poursuit en 2015 avec une circulation du train tous les jours en juillet et août ainsi que la création les samedis, dimanches et jours fériés des mois de juillet et août d'un « train des châteaux » circulant dans le sens contraire au train des plages, le matin et le soir afin de permettre la visite des différents châteaux situés le long de la ligne (Châteaux de Sigournais, de Pouzauges, de Bressuire,  de Thouars, de Montreuil-Bellay et de Saumur) depuis les Sables-d'Olonne ou la Roche-sur-Yon,,. 
Grâce à la fréquence accrue du train des plages, le succès se confirme en 2015 avec près de 20 000 voyageurs transportés dont plus de 6 300 les week-ends de juillet et août, soit  plus que l'année précédente (5 600) sur la même période et cela malgré la « concurrence » des trains circulant désormais aussi en semaine en été et sa suppression un week-end, pour laisser passer une course cycliste. 
L'expérimentation prend fin après la saison 2015. Les trains sont pérennisés en intégrant les conventions TER des deux régions concernées. En 2016, le train des châteaux n'est plus évoqué dans les documents officiels. Il a disparu des horaires, sa fréquentation étant de moins de 20 voyageurs par train et la subvention européenne n'étant pas reconduite. En revanche, le train des plages est entièrement reconduit durant les années 2016 et  2017,. 
En 2016, la fréquentation a encore augmenté, passant de presque 20 000 voyageurs en 2015 à plus de 24 000 voyageurs. En 2019, environ 21 000 voyageurs ont fréquenté le train des plages, contre 20 000 en 2020, malgré la crise sanitaire et un changement des habitudes (les trains les samedis et dimanches sont en baisses, contrairement à ceux de semaine).
La fréquentation totale de la ligne ferroviaire entre Bressuire et la Roche-sur-Yon est de 32 050 voyageurs en 2015, à comparer avec celle de 2012 (26 600, avant l'apparition du train des plages).
En 2015, la région des Pays de la Loire promet que de nouveaux abris de quai devraient être installés dans cinq gares de la ligne (Olonne-sur-Mer, La Chaize-le-Vicomte, Fougeré, Bournezeau et Chantonnay). Cette opération est réalisée avec l'aide du programme européen « Citizens rail » affecté au  développement des chemins de fer régionaux.

### 2017
À partir du 28 août 2017, un aller-retour entre Tours et La Roche-sur-Yon (via Saumur) est créé en semaine, à la mi-journée. Il s'agit du prolongement de l'aller-retour Tours - Bressuire créé en 2006. En contrepartie, l'aller-retour Thouars - La Roche-sur-Yon qui existait depuis des décennies, partant très tôt le matin de Thouars à 5 h 24, avec retour à 20 h 42, est limité au parcours Chantonnay - La Roche-sur-Yon. Cette mesure permet d'offrir une relation ferroviaire à une heure plus acceptable. L'offre globale est ainsi légèrement augmentée avec un aller-retour supplémentaire entre Chantonnay et La Roche-sur-Yon (sans arrêt intermédiaire supplémentaire).

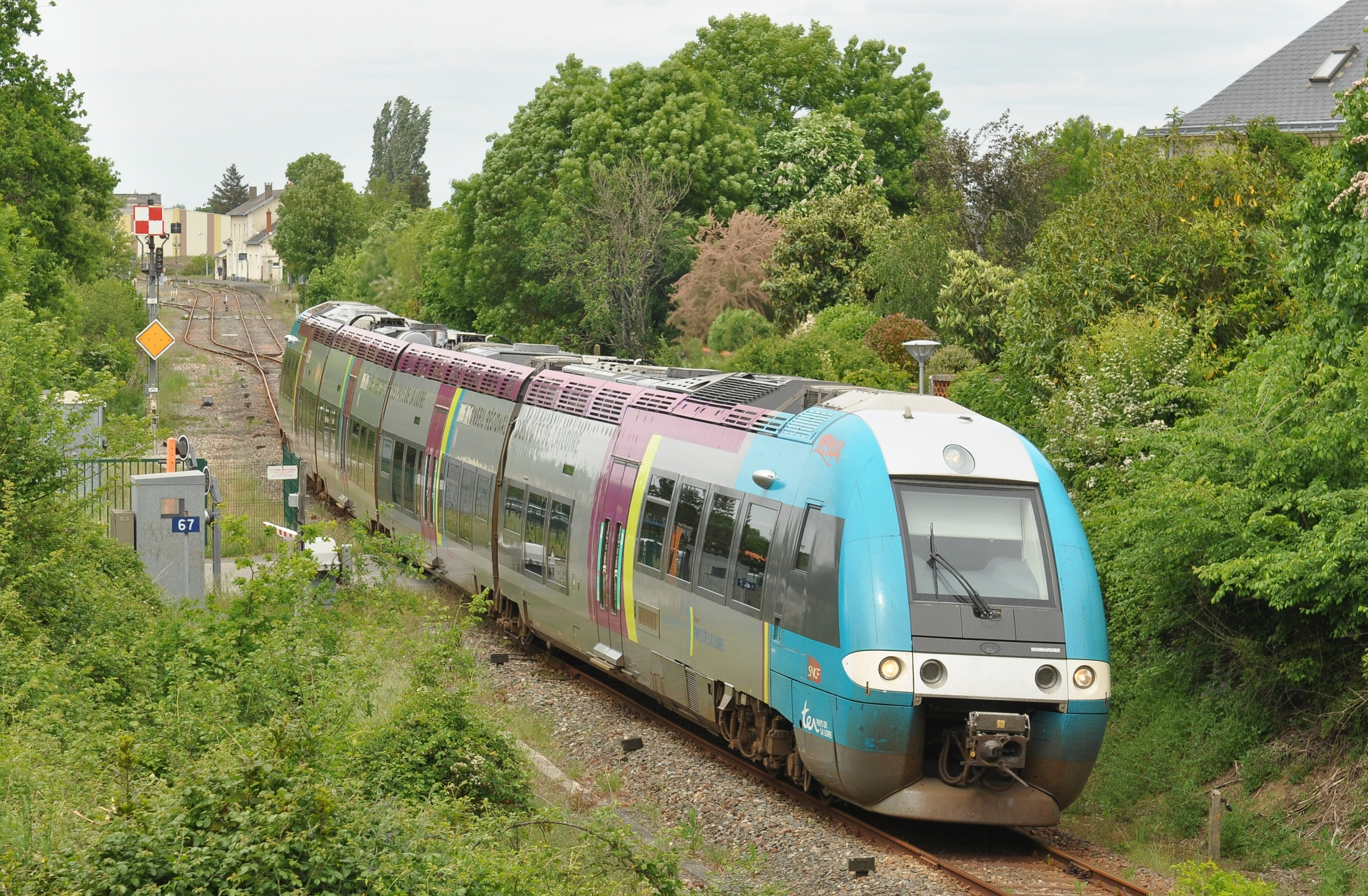
Le TER La Roche sur Yon - Tours assuré par un X 76500 quitte la gare de Chantonnay.

Depuis le 20 novembre 2019, la section Chantonnay - Bressuire est fermée par SNCF Réseau pour des raisons techniques (oxydation importante du rail dues aux conditions climatiques et au faible nombre de circulations empruntant ce tronçon). En conséquence, l'aller-retour entre Tours et La Roche-sur-Yon (via Saumur) est supprimé entre La Roche-sur-Yon et Bressuire, avec substitution par car, pour une durée indéterminée. La ligne est rouverte peu avant le confinement de mars 2020, où elle ferme de nouveau. La ligne est entièrement rouverte au début de l'été 2020.

### Menaces de fermeture
En 2018, des diagnostics de l'état de l’infrastructure entre Thouars et La Roche-sur-Yon montrent qu'il y a un risque de réduction de la vitesse limite à partir de 2021 et une fermeture pour 2025 en raison du vieillissement continu de l’infrastructure. Ainsi, la région des Pays de la Loire a voté un budget de 198 000 € en avril 2020 et la région Nouvelle-Aquitaine un budget de 153 000 € en juillet 2020 pour financer 351 000 € d'étude permettant de déterminer les zones les plus critiques,. Les travaux ne devraient pas intervenir avant 2024. Toutefois, des travaux d'urgence vont être entrepris en 2021 afin de permettre la continuation de l'exploitation de la ligne. Fin 2023, la région des Pays de la Loire débloque 93 millions d'euros pour rénover la section entre Bressuire et Chantonnay, la partie en plus mauvais état.

## Infrastructure

### Équipements

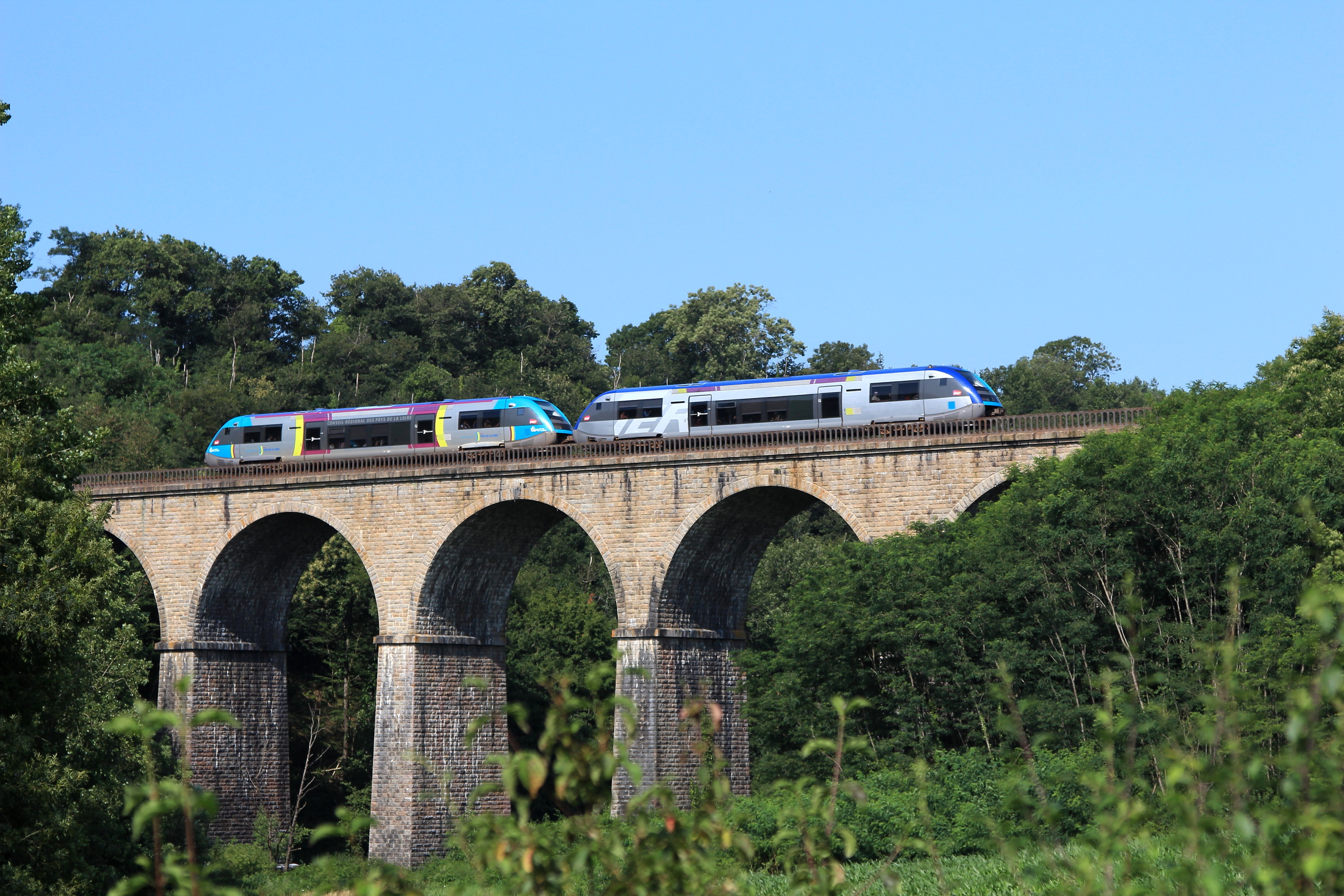
Deux X 73500 sur le viaduc de l'Angle.

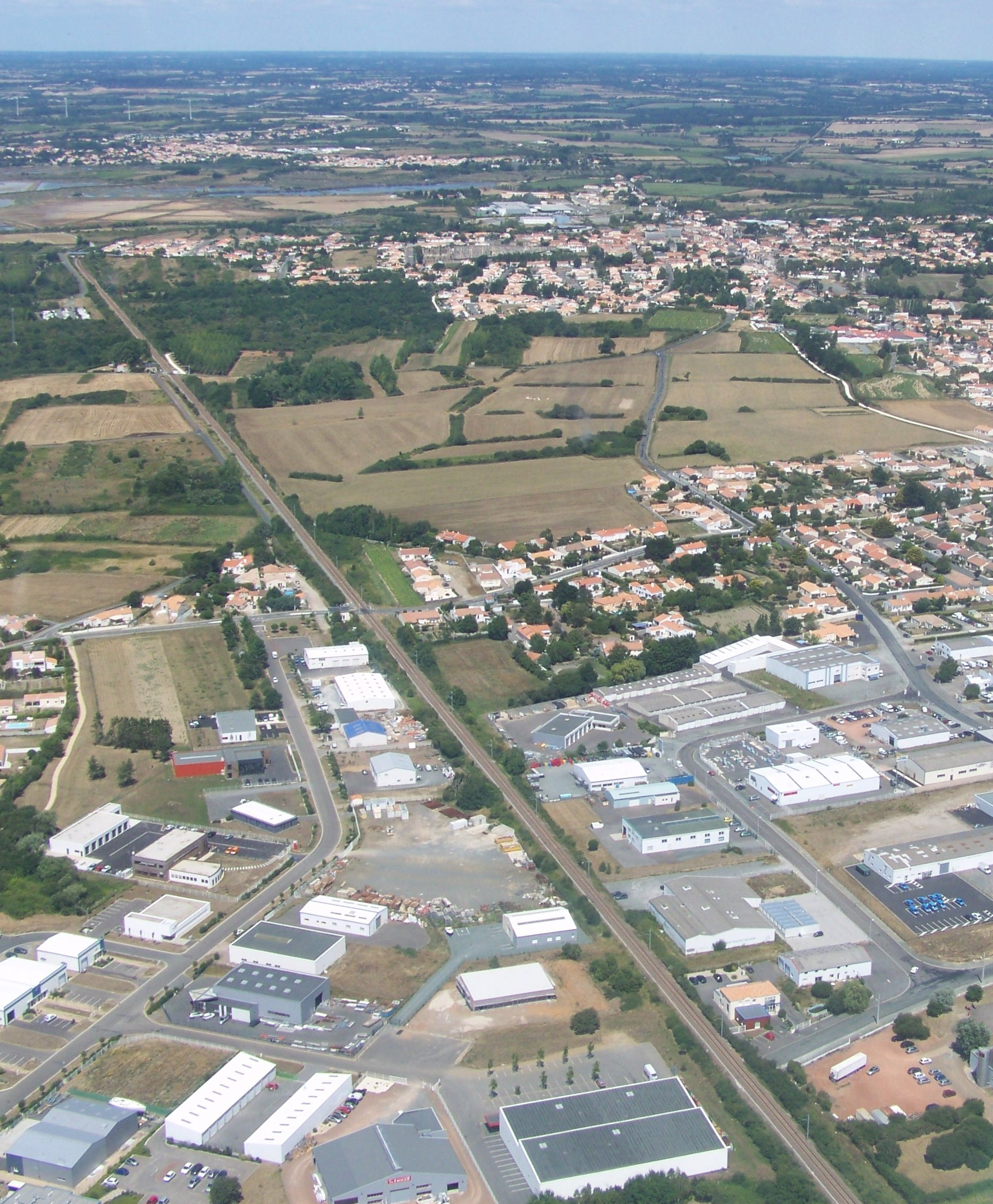
Vue aérienne de la ligne au niveau de la commune d'Olonne-sur-Mer.

La ligne est à voie unique sur l'intégralité de son parcours, à l’exception de la courte section terminale entre la bifurcation de Joué-les-Tours et Tours qui ne fait pas partie de la ligne. Les autres aspects de l'infrastructure sont très différents selon ses sections.
La partie de ligne entre Les Sables-d'Olonne et La Roche-sur-Yon est électrifiée en courant alternatif 25 kV - 50 Hz. Cette électrification est effective depuis le 23 octobre 2008, dans le cadre du programme Paris-Montparnasse - Les Sables-d'Olonne par TGV.

La sécurité des circulations des trains de cette section est assurée grâce au block manuel de voie unique.
Le reste de la ligne n'est pas électrifié (gare de Thouars et section terminale Joué-les-Tours - Tours exceptées). La sécurité des circulations des trains est assurée grâce au cantonnement assisté par informatique (CAPI) de La Roche-sur-Yon à Bressuire, grâce au block manuel de voie unique de Bressuire à Thouars, à l'exploitation en navette entre Thouars et Beuxes (ainsi que les antennes desservies depuis Loudun), au block automatique à permissivité restreinte (BAPR) de voie unique à compteur d’essieux de Chinon à Joué-lès-Tours ainsi qu'au block automatique lumineux (BAL) de Joué-les-Tours à Tours ou Saint-Pierre-des-Corps.
Entre Beuxes et Chinon, la voie est déposée[Quand ?][réf. nécessaire].

### Vitesses limites
Le tableau ci-dessous présente les vitesses limites maximales praticables sur la ligne en 2020. Les courtes zones de réduction de ces vitesses maximales ne sont pas reprises dans ce tableau.
| Point remarquable    | Pk      | Vitesse limite |
| -------------------- | ------- | -------------- |
| Les Sables-d'Olonne  | -0,022  | 100            |
| Olonne-sur-Mer       | 6,100   | 100            |
| Olonne-sur-Mer       | 6,100   | 110            |
| La Roche-sur-Yon     | 36,941  |                |
| La Roche-sur-Yon     | 36,941  | 100            |
| Chavagnes-les-Redoux | 83,622  |                |
| Chavagnes-les-Redoux | 83,622  | 80             |
| La Meilleraie        | 89,070  |                |
| La Meilleraie        | 89,070  | 100            |
|                      | 147,932 |                |
| 90                   |         |                |
|                      | 150,507 |                |
| 30                   |         |                |
| Thouars              | 152,458 |                |
| Thouars              | 152,458 | 50             |
| Arçay (bif.)         | 169,495 |                |
| Arçay (bif.)         | 169,495 | 40             |
| Loudun               | 177,821 |                |
| Loudun               | 177,821 | 50             |
| Beuxes               | 191,000 |                |
| Beuxes               | 191,000 | non exploité   |
| Chinon               | 200,711 |                |
| Chinon               | 200,711 | 100            |
| Ballan               | 240,679 |                |
| Ballan               | 240,679 | 90             |
| Joué-lès-Tours       | 245,149 |                |

## Exploitation
Au même titre que l’infrastructure, la ligne a un trafic très variable selon les sections. Des Sables-d'Olonne à Bressuire, la ligne dépend du TER Pays de la Loire, de Bressuire à Thouars du TER Nouvelle-Aquitaine et de Chinon à Tours du TER Centre-Val de Loire.

### Des Sables-d'Olonne à La Roche-sur-Yon

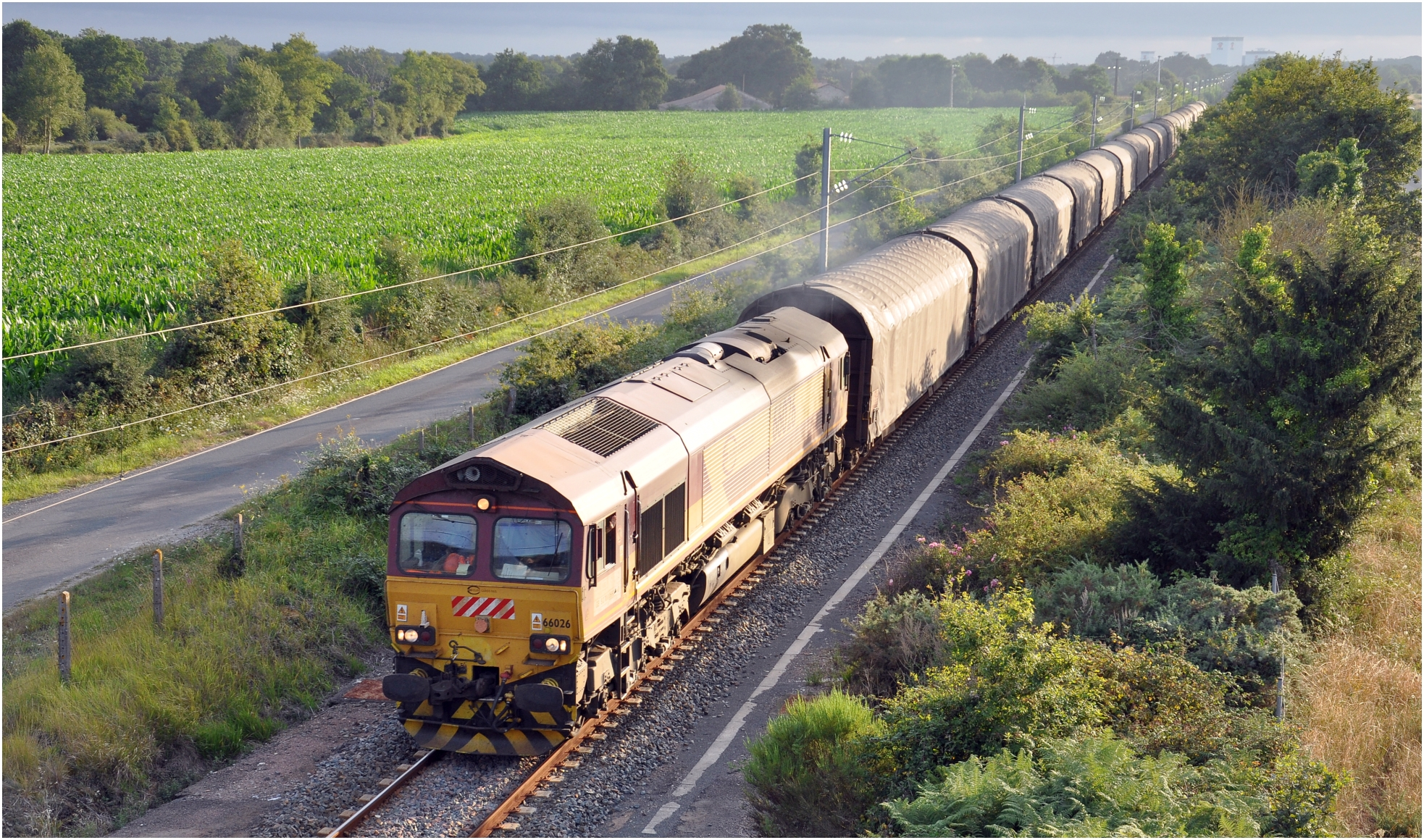
Un train ECR quitte l'usine PRB de La Mothe Achard, visible au fond, en 2012.

Entre Les Sables-d'Olonne et La Roche-sur-Yon, cette section de ligne voit passer des TGV assurant la desserte entre Les Sables-d'Olonne et Paris-Montparnasse via Nantes depuis le 14 décembre 2008,.
Elle voit également circuler des TER Pays de la Loire dont une bonne partie est prolongée jusqu'à Nantes après La Roche-sur-Yon. Ces TER sont en traction électrique depuis le 14 décembre 2008,. 307 000 voyageurs ont fréquenté cette portion de ligne en TER en 2015.
Des trains de marchandises assurés anciennement par Euro Cargo Rail circulaient entre La Mothe-Achard et La Roche-sur-Yon afin d'acheminer des matériaux de l'usine PRB (Produits de revêtement du bâtiment) jusqu'à Rognac, au rythme d'un train entier par semaine. Depuis 2016, c'est Fret SNCF qui assure cette desserte, ainsi qu'Europorte depuis janvier 2018 pour acheminer du ciment blanc en provenance de l'usine Lafarge du Teil.

### De La Roche-sur-Yon à Thouars

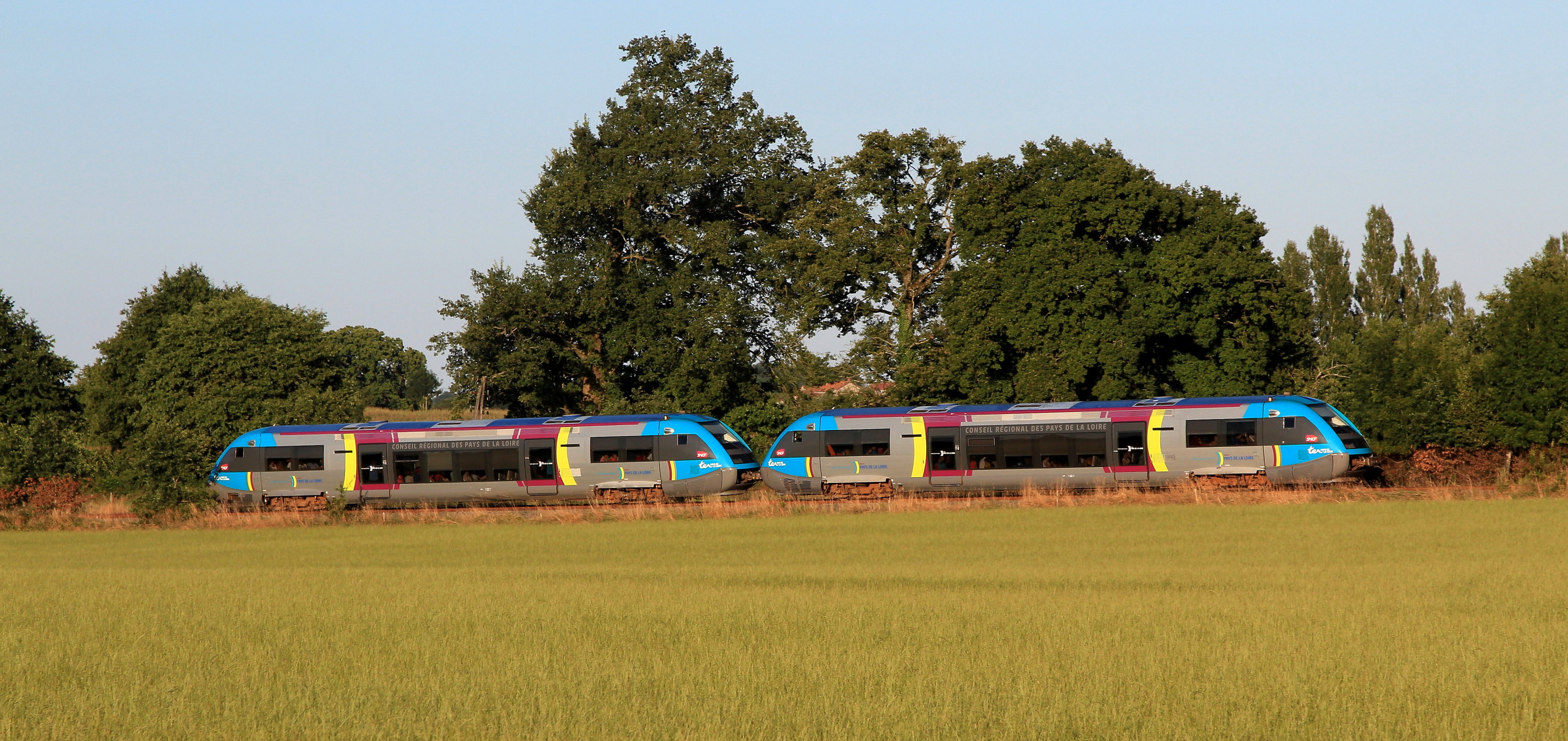
Deux X 73500 du retour du train des plages dans le bocage vendéen, entre Pouzauges et Cerizay.

Entre La Roche-sur-Yon et Thouars, l'offre comprend un aller-retour TER en semaine, à la mi-journée, effectuant la relation Tours - La Roche-sur-Yon via Saumur. Cet aller-retour est limité au parcours Tours - Bressuire en juillet et août, lorsque le train des plages (Les Sables-d'Olonne - Saumur) circule quotidiennement. Trois allers-retours supplémentaires à vocation scolaire circulent également entre La Roche-sur-Yon et Chantonnay (1,5 le matin et le soir, sauf en juillet et août).
Les samedis, dimanches et fêtes de mai, juin et septembre, l'offre est constituée par l'aller-retour journalier du train des plages auquel s'ajoute un aller retour entre Bressuire et Tours via Saumur les dimanches après-midi toute l'année,. Les dimanches d'octobre à avril, il s'ajoute un aller-retour TER Pays de la Loire entre La Roche-sur-Yon et Chantonnay circulant en fin d'après-midi. Aucune desserte voyageurs n'a lieu les samedis d'octobre à avril.
Par ailleurs, cette partie de la ligne est fréquentée par des trains de Fret SNCF mais aussi de compagnies privées (Euro Cargo Rail ou Colas Rail), pour des transports principalement de cailloux provenant des carrières situées sur son tracé en Vendée et dans le Thouarsais. VFLI dessert la carrière raccordée à la gare de La Meilleraie et approvisionne du lundi au vendredi la base de travaux de la LGV SEA basée à la gare de Saint-Mariens-Saint-Yzan en Gironde.

### De Thouars à Chinon

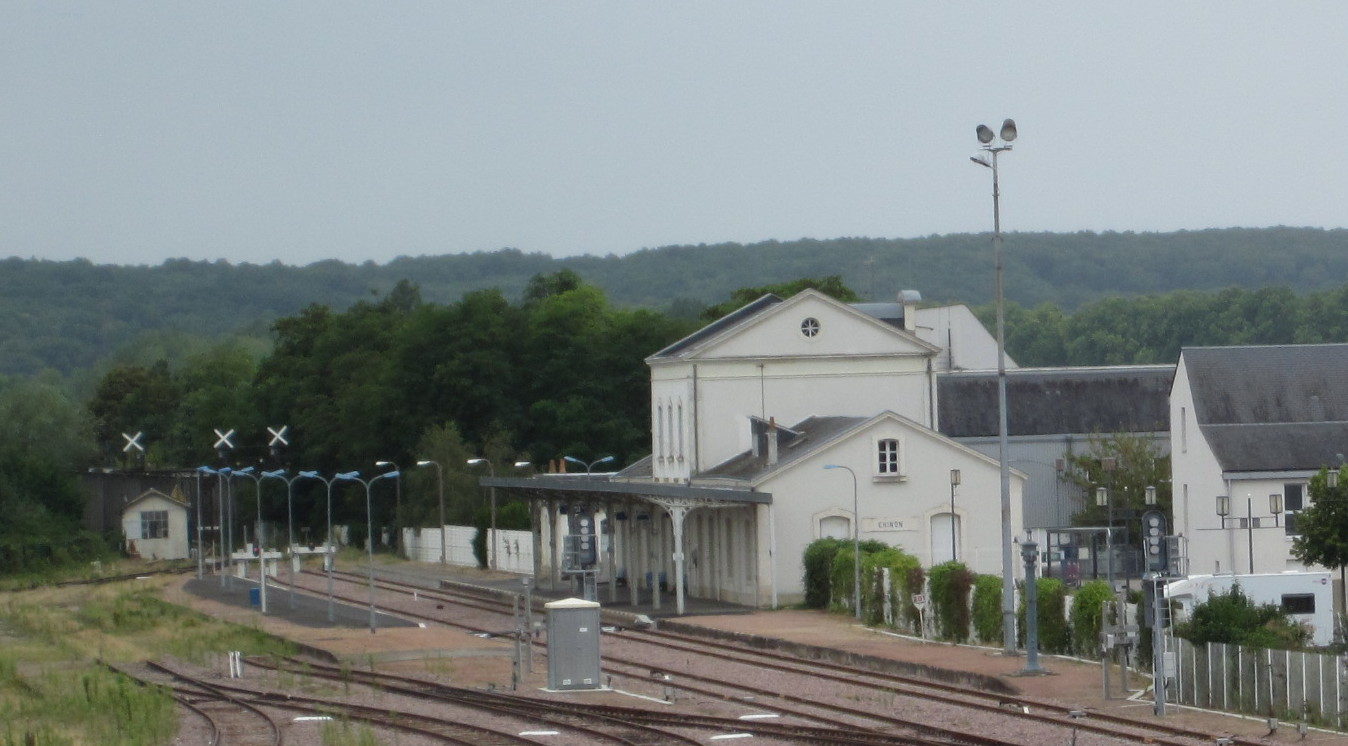
La gare de Chinon.

De Thouars à Chinon, la ligne n'offre plus de trafic aux voyageurs depuis 1970. Il ne reste plus qu'un très faible trafic de fret circulant depuis Thouars et desservant la coopérative agricole Vienne et Loire (UVL) à Beuxes, située entre Loudun et Chinon, ainsi que l'entreprise Terena-Poitou à la gare de La Roche-Rigault (lieu-dit du Bouchet), sur l'ancienne ligne de Loudun à Châtellerault se débranchant en gare de Loudun. Ce trafic est cependant fortement menacé en raison de l'état de la voie.
Une association milite pour la réouverture de cette section au trafic de voyageurs depuis fin 2010. Un sondage et une étude technique de faisabilité ont été engagées en 2013 par les villes de Thouars, Loudun et Chinon.
Depuis l'année 2005, la circulation de cyclodraisines ou vélorails, en vue de la préservation de l'infrastructure ferroviaire, a été mise en place, avec l'autorisation de RFF centre Limousin, par la ville de Chinon, l'AFTS (Animation ferroviaire de la Touraine du sud) et Cyclorail 37 sur la portion de voie entre la gare de La Roche-Clermault (gare située juste après Beuxes, au PK 195,022) et le PN no 228 (PK 198,989) dit rond-point Saint-Lazare. La circulation des cyclodraisines a été interrompue entre ce dernier PK et la bifurcation de la ligne Chinon - Richelieu (ligne de Port-Boulet à Port-de-Piles, PK 200,1).

### De Chinon à Tours
De Chinon à Tours, la ligne est parcourue par 8,5 allers-retours TER Centre-Val de Loire en semaine. Cette partie de ligne est empruntée par 450 000 voyageurs par an.